# Fredrik Wilhelm Kettler
Fredrik Wilhelm Kettler, född 19 juli 1692 i Mitau (nu Jelgava i Lettland), död 21 januari 1711 i Kippingshof, Kejsardömet Ryssland, var regerande hertig av Kurland från 1698 till 1711. 
Han var ende överlevande son till hertig Fredrik Kasimir Kettler i andra äktenskapet med Elisabeth Sofia av Brandenburg och därmed barnbarn till kurfurst Fredrik Vilhelm av Brandenburg. Han gifte sig 1710 i Sankt Petersburg med Anna Ivanovna, dotter till Peter den stores bror Ivan V och sedermera regerande kejsarinna. På hemvägen från bröllopet avled han i hög feber på poststationen i Kippingshof )nu Kipen i Leningrad oblast). På order från Peter den store fortsatte ändå hans änka Anna till Mitau och efterträdde maken som regent i Kurland fram till hennes trontillträde som kejsarinna.